# Urs Meier (Schiedsrichter)

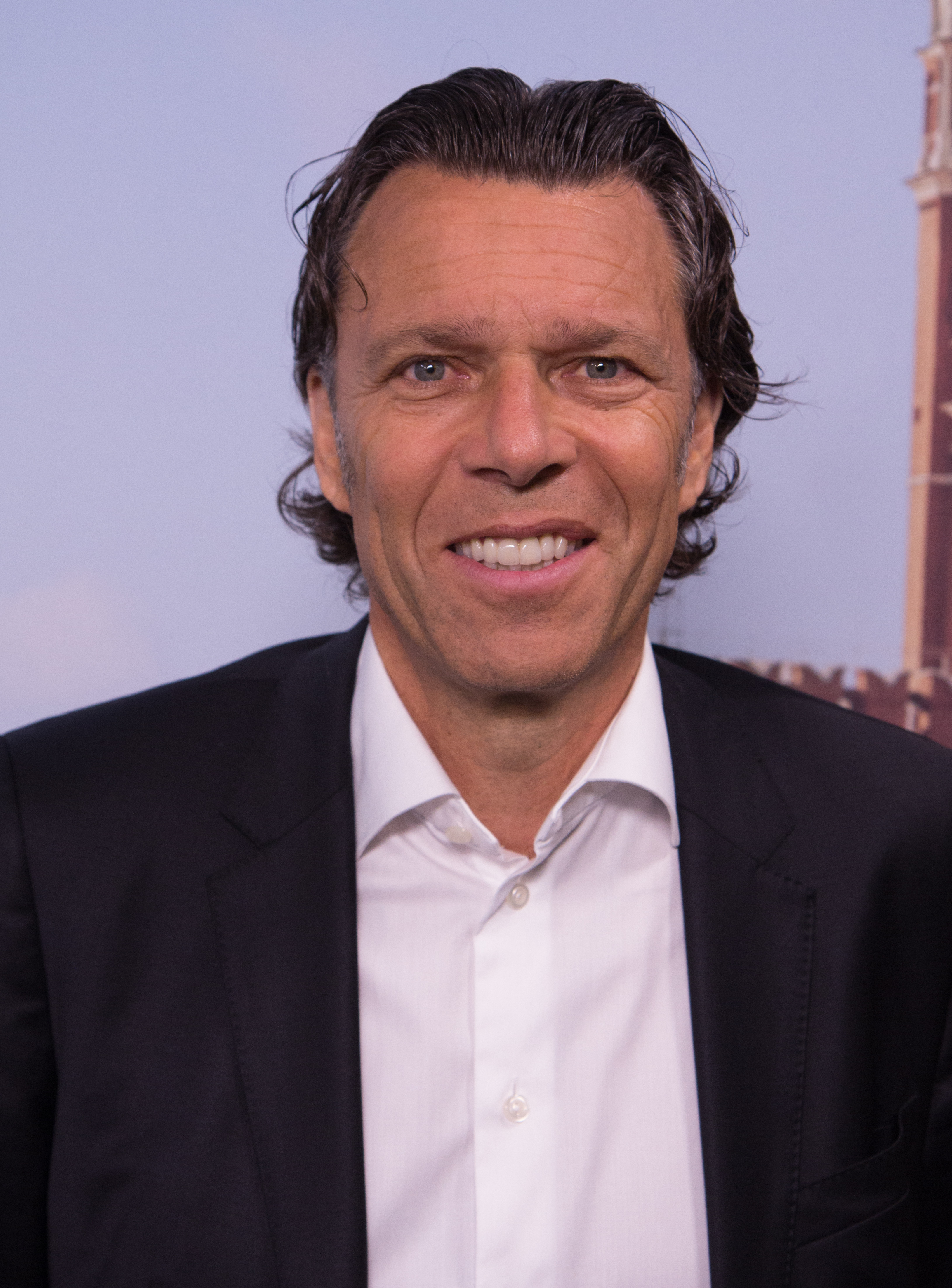
Urs Meier (2018)

Urs Meier (* 22. Januar 1959 in Zürich) ist ein ehemaliger Schweizer Fussballschiedsrichter und heutiger Fussballkommentator.

## Aus dem Leben als Schiedsrichter

### Bedeutende Stationen
Meier war ab 1977 als Schiedsrichter im Einsatz. 1991 leitete er sein erstes Spiel in der Nationalliga A, seit 1994 war er FIFA-Schiedsrichter. Er pfiff bei der Fussball-WM 1998 das brisante Vorrundenspiel zwischen den USA und Iran sowie das Achtelfinale zwischen Dänemark und Nigeria. Bei der Fussball-WM 2002 leitete er das Halbfinale zwischen Südkorea und Deutschland. 2002 pfiff er das Finale der Champions League. Die Auszeichnung zum Schweizer „Schiedsrichter des Jahres“ erhielt Meier von 1995 bis 2000 sechs Mal in Folge, ein siebtes Mal wurde er 2004 geehrt.
Nach einem Qualifikationsspiel für die Fussball-EM 2004 zwischen Rumänien und Dänemark fiel Meier bei rumänischen Fans in Ungnade – die Boulevardpresse schrieb von «rumänischen Hexen». Er hatte fünf Minuten nachspielen lassen, in denen die Dänen das entscheidende Tor aus Abseitsposition schossen, dies darüber hinaus noch nachdem zuvor ein Däne den Ball mit der Hand berührt hatte. Urs Meier erkannte seinen eklatanten Fehler und entschuldigte sich mehrfach, zuletzt vor dem Halbfinalspiel im UEFA-Cup zwischen Steaua Bukarest und dem FC Middlesbrough. Doch gerade Meier war es, der bei der Europameisterschaft 2000 der rumänischen Nationalmannschaft in der 89. Minute einen Strafstoss zugestanden hatte. Die Rumänen verwerteten diesen und England schied aus.

### England gegen Portugal im Jahr 2004
Im Viertelfinale der Fussball-EM 2004 zwischen England und Portugal annullierte Urs Meier in der 89. Minute ein Tor des Engländers Sol Campbell, da John Terry den portugiesischen Torhüter Ricardo gefoult hatte. England verlor das Spiel im Elfmeterschiessen und schied aus. Zahlreiche englische Fans reagierten empört und machten Meier für das Ausscheiden ihrer Mannschaft verantwortlich. Nachdem britische Boulevardzeitungen seine E-Mail-Adresse veröffentlicht hatten, erhielt er Morddrohungen und über 16.000 Protest-Mails. Reporter von The Sun rollten sogar eine riesige englische Flagge vor seinem damaligen Haus in Würenlos aus, laut Meier eine Vorgehensweise aus dem Zweiten Weltkrieg, um Bombenziele zu markieren. Daraufhin erhielt Meier für einige Wochen Polizeischutz.

### UEFA Champions League und Rücktritt
Meier hatte auch zahlreiche Einsätze in der Champions League und im UEFA-Cup. So leitete er fünfmal hintereinander ein Halbfinale der Champions League. Am 11. Dezember 2004 leitete er sein letztes Spiel (FC Basel gegen FC Thun) und trat danach altersbedingt als Profi-Schiedsrichter zurück. Bis dahin hatte er insgesamt 883 Spiele als Schiedsrichter geleitet. Von Ende 2007 bis zu seinem Rücktritt im Juni 2011 war er Chef der Schweizer Schiedsrichter. Er war Schiedsrichterbeobachter für die UEFA.

### Fernseh-Kommentator
Von 2005 bis 2018 war Meier bei Fussballübertragungen als Experte für das ZDF tätig. Zunächst kommentierte er an der Seite von Johannes B. Kerner, Franz Beckenbauer und Jürgen Klopp. Auch bei der Weltmeisterschaft 2006 analysierte er die Spiele für das ZDF und erhielt gemeinsam mit Kerner und Klopp den Deutschen Fernsehpreis für die Beste Sportsendung. Bei der Europameisterschaft 2008 fungierte er zusammen mit Jürgen Klopp wiederum als Experte. Diese Zusammenarbeit endete am 25. Juni 2008. Für die Weltmeisterschaft 2010 wurde er erneut verpflichtet, diesmal sogar mit einem eigenen Format, im Rahmen dessen er strittige Situationen analysierte. Auch bei der EM 2012, der WM 2014, der EM 2016 und der WM 2018 wurde er vom ZDF als Experte verpflichtet. Heute ist er bei Blue (ehemals Teleclub) als TV-Experte zu sehen.
Im Juni 2021 startete Meier kurz vor der paneuropäischen Europameisterschaft zusammen mit einem deutschen Journalisten den Urs-Meier-Podcast. Als Podcast-Gastgeber stellt Ralf Kohler dem früheren Schiedsrichter Fragen, vornehmlich zum Fußball-Geschehen. Das ZDF hatte Meier für die EM nicht mehr verpflichtet, sondern als neuen Schiedsrichter-Experten Manuel Gräfe.

## Privat
Urs Meier hat aus erster Ehe zwei erwachsene Kinder. Von 2000 bis 2007 war er mit der Schiedsrichterin Nicole Petignat liiert. Mit seiner Ehefrau Andrea hat er ein weiteres Kind, die Familie lebt in Andalusien (Spanien). Er ist Botschafter für die Kindernothilfe Schweiz.
Meier war bis zum Verkauf im Jahr 2010 Inhaber eines Haushaltsgeräte- und Küchengeschäfts in Wettingen. Im selben Jahr gründete er die Urs Meier Management AG und bietet Referate und Schulungen an.

## Publikationen
- mit Doris Mendlewitsch: Du bist die Entscheidung: Schnell und entschlossen handeln. Scherz Verlag, Frankfurt am Main 2008, ISBN 978-3-502-15146-3.
- mit Jürgen Pander: Urs Meier: mein Leben auf Ballhöhe. Delius Klasing Verlag, Bielefeld 2016, ISBN 978-3-667-10444-1.